# بيتر هورن (عسكري)
بيتر هورن (بالدنماركية: Peter Horn)‏ هو عسكري دنماركي، ولد في 15 أكتوبر 1915، وتوفي في 1 نوفمبر 1983.